# مهرجان الملك عبد العزيز للصقور
مهرجان الملك عبد العزيز للصقور، مهرجان دولي ينظمه نادي الصقور السعودي، وهو المسابقة الأكبر في العالم للصقور، حيث يشهد مشاركة نخبة من ملاك الصقور في المملكة ودول مجلس التعاون لدول الخليج العربي. ويعد المهرجان الأكبر من نوعه على مستوى العالم، ويستهدف جميع فئات الصقور، وذلك عن طريق المشاركة في مسابقتي الملواح والمزاين. ويستمدالمهرجان أهميته من قدرته على جمع أكبر قدر من الصقور والصقّارين من كل الدول، في حدث واحد؛ إذ دخلت نسخته الأولى في 2018 موسوعة غينيس للأرقام القياسية، مسجلا مشاركة 1723 صقرا.
يقام في منطقة أرض مهرجان الملك عبد العزيز للصقور في ملهم شمال مدينة الرياض والذي يعتبر الأكبر من نوعه على مستوى العالم، ويستهدف جميع فئات الصقور بالمشاركة في مسابقتي الملواح والمزاين، ويأتي المهرجان في إطار الحرص على الحفاظ على الموروث الثقافي والحضاري للمملكة.

## نسخة المهرجان الأولى
أقيمت النسخة الأولى في الفترة من 25 يناير حتى 03 فبراير 2019م.

## نسخة المهرجان الثانية
أقيم مهرجان الملك عبد العزيز للصقور في نسخته الثانية في الفترة من الأول من ديسمبر، حتى 16ديسمبر 2019، واستمرت لمدة 17 يوماً من المنافسات بين الصقارين من داخل المملكة وخارجها والذين تنافسوا على جوائز المهرجان التي تجاوزت 21 مليون ريال.

## نسخة المهرجان الثالثة
أقيمت منافسات هذه النسخة من 28 نوفمبر إلى 12 ديسمبر عام 2020م في ملهم وسط تشديد الإجراءات الاحترازية والصحية بسبب جائحة كورونا، وشارك في مسابقة الملواح 6 أنواع من الصقور، وهي «الحر، الشاهين، جير شاهين، تبع جير، قرموشة جير، جير بيور». وبلغ عدد أشواط السعوديين التأهيلية في مسابقة الملواح، 35 شوطاً، منها 23 شوطاً للملاك، و12 شوطاً للمحترفين، إضافة إلى 12 شوطاً للملاك ومثلها للمحترفين الدوليين.
وخصص نادي الصقور مبلغ 22.7 مليون ريال جوائز نقدية للفائزين في مسابقتي الملواح والمزاين في هذه النسخة.

## نسخة المهرجان الرابعة
أقيمت خلال الفترة من 28 نوفمبر حتى 16 ديسمبر 2021، وخصص نادي الصقور السعودي لهذه النسخة جوائز مالية تبلغ نحو 25 مليون ريال، وشارك فيها فيها 2110 صقراً في مسابقتي (الملواح) و (المزاين) لصقارين من جميع أنحاء السعودية، ومن 9 دول أخرى.
أقيمت النسخة الخامسة من المرجان في 28 نوفمبر2022، وذلك في مقر النادي بمَلهم (شمال مدينة الرياض). وضم المهرجان مسابقتين رئيستين هما: الملواح (400 متر)؛ للفوز بالجائزة الكبرى والتتويج بلقب (سيف الملك عبدالعزيز) وهي جائزة استحدثت خلال هذه النسخة، وجوائز مالية تقارب 2 مليون ريال. ومسابقة مزاين الصقور.
أقيمت النسخة السادسة من المهرجان عام 2023، تضمنت فعالياته المزاد الدولي لمزارع إنتاج الصقورفي 5-15 أغسطس بحضور نخبة مزارع إنتاج الصقور من حول العالم، وتنظيم سباق الملواح في 13 أكتوبر- 18 نوفمبر للفوز بسيف الملك، وانطلاق معرض "الصقور والصيد السعودي الدولي" في 5-14 أكتوبر، والذي تجاوز عدد زواره نصف مليون زائر، حيث تضمن المعرض أجنحة لشركات الأسلحة، ومنطقة لعرض الصقور، وجناحاً لأدوات ومستلزمات التخييم، والسيارات المجهزة لأغراض الرحلات البرية، ومناطق للفنون والتفاعل العائلية، وجناح صقار المستقبل، إضافة إلى متحف رقمي، والكثير من الفعاليات المصاحبة. وستتختم فعاليات المهرجان في حدث ضخم خلال الفترة من 28 نوفمبر وحتى 14 ديسمبر من العالم الحالي.

## موسوعة غينيس
دخل المهرجان موسوعة «غينيس» للأرقام القياسية للمرة الثانية، بعد أن سجل رقماً قياسياً جديداً، عندما بلغ عدد الصقور المسجلة في مسابقاته 2350 صقراً في النسخة الثانية، محطماً الرقم القياسي السابق للمهرجان الذي حققه العام الماضي بـ 1723 صقراً.

## انظر ايضاً
- صقر
- نادي الصقور السعودي
- السياحة في السعودية

## وصلات خارجية
- عام/ نادي الصقور السعودي ينظم مزاداً للصقور بالرياض.
- الصقور» يعلن عن مهرجان الملك عبد العزيز للصقور في نسخته الأولى.